# Жирондистский проект конституции
Жирондистский проект конституции — проект конституции Франции, представленный Национальному конвенту 15 и 16 февраля 1793 года маркизом Кондорсе и состоявший из трёх частей:
- Описание принципов и мотивов написания проекта конституции, приблизительно 80 страниц
- Проект декларации естественных, гражданских и политических прав людей, 33 статьи
- Проект конституции Франции, 13 титулов

11 октября 1792 года была создана конституционная комиссия Конвента, в состав которой вошли Кондорсе, Жансонне, Барер, Барбару, Пейн, Петион, Верньо и Сийес. Им было поручено создать новую конституцию взамен старой. Конституционный проект жирондистов дебатировался в Конвенте вплоть до 2 июня 1793 года, то есть до падения власти жирондистов, но он так и не был утверждён. Жирондистский проект конституции был переработан в якобинскую конституцию 1793 года.

## Принципы и мотивы
Первая часть проекта конституции («Описание принципов и мотивов написания проекта конституции») является вводной частью, полностью написанной Кондорсе. В первых строках данного текста, прочитанного Кондорсе перед Конвентом, были изложены проблемы, требовавшие решения:
Дать территории в двадцать семь тысяч квадратных лиг, населённую двадцатью пятью миллионами человек, конституцию, которая будет основана исключительно на принципах разумности и справедливости и гарантирует гражданам полное осуществление их прав; объединить части конституции, так чтобы обеспечить соблюдение законов и подчинить индивидуальные воли единой воле, дать средства к существованию, суверенитет народу, равноправие гражданам и осуществление естественных свобод – вот те проблемы, которые мы должны решить.
В последующих строках «Принципов и мотивов»:
- дано философское обоснование отмены монархии;
- описаны причины предпочтения единства и неделимости республики по сравнению с конфедеративным или федеративным строем;
- приведены аргументы в пользу того, что представители из народа должны изменять законы только в рамках конституционного права и под прямой цензурой народа, который является единственным хранителем суверенитета;
- определены функции первичных собраний и их связь с Собранием народных представителей;
- рассмотрено предпочтение делегирования полномочий как принципа воздействия одного человека на многих людей и как принципа, позволяющего сохранять баланс во взаимодействии людей;
- обосновано предпочтение однопалатного парламента, способы защиты от поспешно принятых законов;
- дано обоснование по введению малого исполнительного совета, подчиняющегося одному лицу; описан состав, обновление и функционирование совета, а также подчинение совета законодательной власти, которая не может распустить его;

## Декларация прав
В первой статье этого закона декларировались естественные, гражданские и политические права людей на свободу, равенство, безопасность, собственность, социальную защиту и сопротивление угнетению.
Статьи 2 – 9 декларировали свободу и равенство и давали определения этим двум терминам.
Статьи 10 – 22 декларировали безопасность и собственность.
Статья 23 провозглашала право на начальное образование.
Статья 24 декларировала право на помощь от правительства.
Статьи 25 – 30 декларировали социальную защиту.
Статьи 31 – 32 декларировали сопротивление угнетению.
Статья 33 декларировала право народа на рассмотрение конституции, её изменение и внесение поправок в конституцию.

## Конституция

### Территория
Проект конституции сохранял существовавшие 85 департаментов Французской республики. Департаменты делились на большие коммуны, которые в свою очередь делились на муниципальные секции и первичные собрания.

### Гражданство
Статус гражданина присуждался мужчинам в возрасте 21 года и старше после непрерывного проживания на территории Франции в течение одного года с момента регистрации в первичном собрании. Исполнять государственные обязанности гражданам разрешалось с 25 лет. Также граждане имели право голоса, они могли подвергнуть цензуре действия своих представителей и подать на них петицию.

### Администрация
Каждый департамент должен был находиться в ведении административного совета из 18 членов, четверо из которых должны были образовывать исполнительный совет. Администрация каждой коммуны должна была состоять из 12 членов и одного мэра. Коммуны, состоявшие более чем из одной муниципальной секции, делились на муниципалитеты. Состав администрации департамента должен был меняться каждые два года спустя три месяца после выборов в законодательные органы.

### Избирательная система
Проектом конституции предусматривалось, что граждане могут реализовать своё право голоса в выборе первичных собраний, которые должны были состоять из не менее чем 450 и не более чем 900 членов. Каждое первичное собрание выбирало правление для выполнения ряда функций: регистрации гражданства, созыва первичных собраний, когда в конституцию вносились изменения, и для проверки избирательных бюллетеней.

### Исполнительная власть
Исполнительная власть по проекту возлагалась на Совет из восьми членов: семи министров и секретаря. Каждому министру была выделена своя сфера деятельности: один министр занимался законами, другой — военными делами, третий — иностранными делами, четвёртый — военно-морским флотом, пятый — налогами, шестой — сельским хозяйством, торговлей и производством, седьмой — социальной сферой и искусством. Председательство в Совете должно было переходить от одного министра к другому каждые пятнадцать дней.
Совет должен был сменяться на половину каждый год и его члены должны были избраться на два года. Каждый член Совета должен был быть избран в отдельном голосовании. Законодательный орган мог придать членов Совета суду.
Каждые три года должны были избирать комиссаров в государственную казну по той же схеме, что и членом Исполнительного совета.